# Heartbrand
Heartbrand betecknar ett antal glassföretag över hela världen som ägs av Unilever. De använder olika namn i olika länder, men har en gemensam logotyp i form av en hjärtsymbol. Ofta säljer Heartbrand-företagen också samma glassar i olika delar av världen. Bland de internationella glassvarumärkena kan nämnas Magnum, Cornetto och Solero.
Innan hjärtat introducerades användes olika logotyper i olika länder. Bland annat hade danska Frisko en blomma som symbol, Wall's i Storbritannien använde palmer, svenska GB Glace hade vertikala blå, lila, och orange ränder. Däremot använde bland annat tyska Langnese, spanska Frigo, portugisiska Olá, amerikanska Good Humor, Algida, Eskimo och svenska Trollhätteglass en gemensam logotyp som bestod av fem röda vertikala linjer med företagsnamnet skrivet mitt på.
1998 kom den första versionen av hjärtat. Hjärtat var rött med gula färger i bakgrunden och företagsnamnet skrivet med ett blått handstilstypsnitt under hjärtat. Denna logotyp ersatte i stort sett alla de tidigare logotyperna. 2003 förenklades logotypen och blev enfärgad med företagsnamnet skrivet med versaler.
Ofta används även hjärtat ensamt utan namn, i synnerhet för paket och dylikt som ska användas i flera länder, tex Magnum, Solero och Cornetto.

## Företagen
Heartbrand har följande namn i olika länder.

### Algida
- Albanien
- Bosnien och Hercegovina
- Grekland Webbplats
- Italien Webbplats
- Kazakstan
- Kroatien
- Moldavien
- Montenegro
- Polen Webbplats
- Rumänien
- Ryssland
- Serbien
- Slovakien
- Slovenien Webbplats
- Tjeckien Webbplats
- Turkiet Webbplats
- Turkmenistan
- Ungern Webbplats
- Uzbekistan
- Ukraina

### Bresler
- Chile Webbplats
- Peru
- Uruguay
- Bolivia

### Frisko
Frisko finns i Danmark. Friskos klassiker är Københavnerstang, Filur, Kæmpe Eskimo, Kung Fu och Champagnebrus.
På Friskos webbplats kan man se glasskartor från 1972-2006 Webbplats.

### Ola/Olá
- Belgien Webbplats
- Nederländerna Webbplats
- Luxemburg
- Portugal Webbplats
- Sydafrika

### Streets
- Australien Webbplats
- Nya Zeeland
- Vanuatu

### Wall's
- Storbritannien Webbplats
- Libanon
- Jordanien
- Saudiarabien
- Qatar
- Förenade arabemiraten
- Kina
- Pakistan Webbplats
- Sri Lanka
- Maldiverna
- Vietnam
- Singapore
- Malaysia Webbplats
- Indonesien
- Thailand

### Övriga företag
- Eskimo – Österrike Webbplats
- Frigo – Spanien Webbplats
- GB Glace – ursprungligen Sverige, senare även Finland dock ändrades namnet senare till Ingman i Finland.
- Glidat Strauss – Israel Webbplats (hebreiska)
- Good Humor – USA och Kanada Webbplats
- HB Ice Cream – Irland samt Nordirland Webbplats
- Holanda – Mexiko Webbplats (spanska)
- Joaá – Thailand
- Kibon – Brasilien Webbplats
- Kwality Wall's – Indien
- La Fuente – Colombia
- Langnese – Tyskland Webbplats
- Lusso (tidigare Pierrot-Lusso) – Schweiz Webbplats
- Miko – Frankrike
- Pinguino – Ecuador
- Selecta – Filippinerna
- Tio Rico – Venezuela Webbplats

## Övriga länder
- Estland
- Lettland
- Litauen